# Garparör
Garparör är ett naturreservat i Skövde kommun i Västra Götalands län.
Området har varit skyddat sedan 1973 och är 44 hektar stort. Det är beläget 15 km norr om Skövde och består av ett äldre odlingslandskap. 

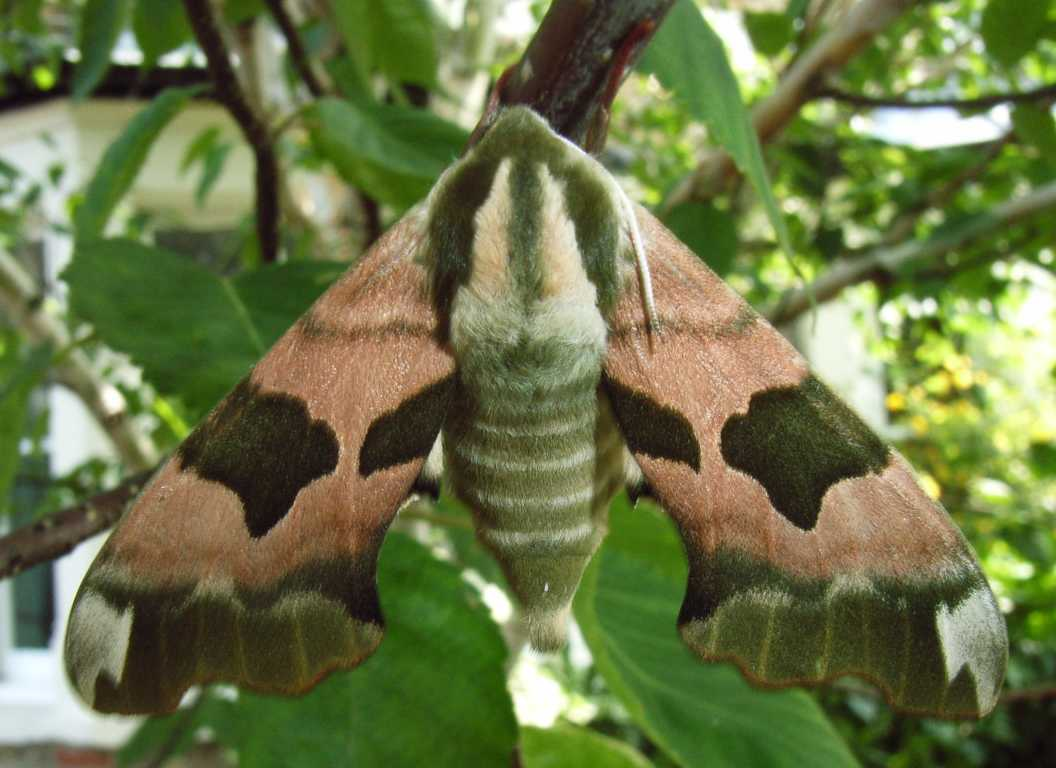
Lindsvärmare

Området rymmer åkerlappar, öppna betesmarker, lövhagar, igenvuxna lövängar och lövskogar. I de öppna markerna finns rikligt med stenmurar och odlingsrösen. Tydliga klapperstensvallar förekommer.
Landskapet sköts på traditionellt sätt med slåtter, bete och hamling. I västra delen av reservatet finns grova, gamla lindar. Det är också en intressant lokal för fjärilar, bland annat förekommer lindsvärmare.
Genom naturreservatet rinner en bäck. Längs den finns rester efter kvarnar och kvarndammar. Inom området finns också domarringar, rösen och resta stenar. I odlingsrösena växer ofta ask, alm och lind. I ihåliga träd häckar göktyta, flugsnappare och nötväcka.
I söder gränsar området till Ingasäter-Rödegårdens naturreservatet
Området ingår i EU:s ekologiska nätverk av skyddade områden, Natura 2000. 